# Nguyễn Đức Mạnh
Nguyễn Đức Mạnh là một sỹ quan cao cấp Quân đội Nhân dân Việt Nam, hàm Thiếu tướng, hiện là Phó Tư lệnh Bộ đội Biên phòng.

## Binh nghiệp
Nguyễn Đức Mạnh trưởng thành từ lực lượng Bộ đội Biên phòng, trải qua nhiều nhiệm vụ ở Trung ương và địa phương. Ông từng giữ chức vụ Cục trưởng Cục Hậu cần Bộ đội Biên phòng.
Từ tháng 4 năm 2019, ông được bổ nhiệm làm Chỉ huy trưởng Bộ Chỉ huy Bộ đội Biên phòng tỉnh Đắk Lắk thay Đại tá Phạm Quang Hùng nghỉ chờ hưu theo chế độ.
Tháng 6 năm 2020, ông được Thủ tướng Nguyễn Xuân Phúc bổ nhiệm làm Phó Tư lệnh Bộ đội Biên phòng phụ trách Hậu cần. Ông bàn giao nhiệm vụ Chỉ huy trưởng Bộ Chỉ huy Bộ đội Biên phòng tỉnh lại cho Đại tá Đào Viết Hùng, Phó Chỉ huy trưởng, Tham mưu trưởng Bộ đội Biên phòng tỉnh Đắk Lắk.
Cũng trong tháng 6 năm 2020, Chủ tịch nước Nguyễn Phú Trọng quyết định thăng quân hàm từ Đại tá lên Thiếu tướng đối với Phó Tư lệnh Bộ đội Biên phòng Nguyễn Đức Mạnh.